# Point Bonita
El SS Point Bonita fue un buque mercante construido en 1918 y botado el 27 de marzo de 1918 después de que un casco que se estaba construyendo para propietarios extranjeros en Albina Engine and Machine Works fuera requisado durante la Primera Guerra Mundial por la United States Shipping Board (USSB). El barco estuvo en servicio como el transporte de la Armada USS Point Bonita, asignado con el número de identificación 3496, desde el 7 de octubre de 1918 hasta el 7 de abril de 1919, fue devuelto a la USSB y estuvo en servicio civil con varias compañías comerciales como San Pedro y Oliver Olson antes de volver a estar en servicio en la Segunda Guerra Mundial como USS Camanga (AG-42). Después de regresar al servicio comercial como Oliver Olson, el barco naufragó a la entrada del puerto de Bandon en Oregón.

## Hundimiento

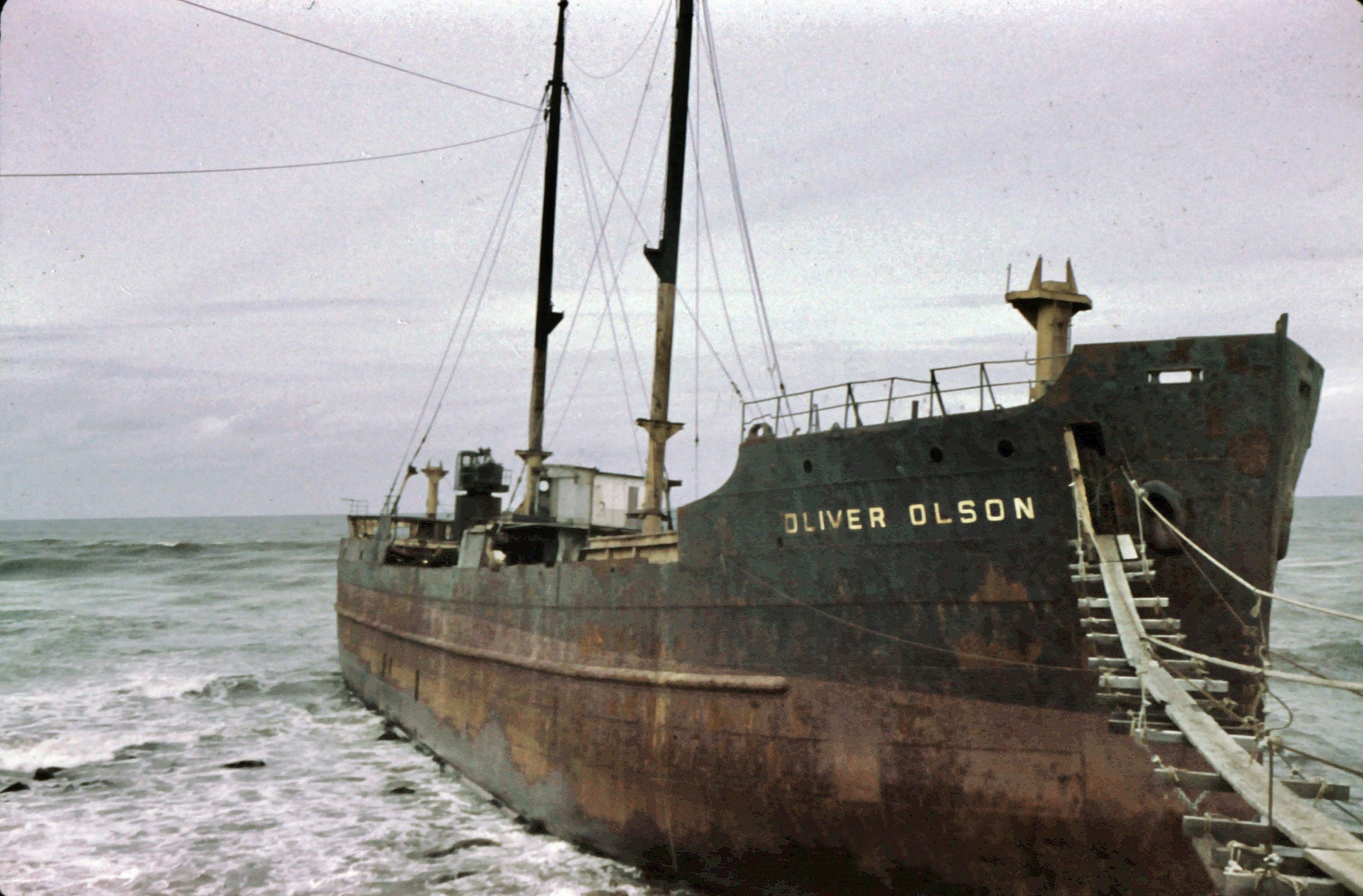
Naufragio del Oliver Olson en Bandon, Oregón, embarcadero sur. Foto de Howard O. Wahlen, primavera de 1954.

Después de haber sido dado de baja, el barco fue adquirido nuevamente por la Oliver J. Olson Steamship Company. Recuperó su antiguo nombre, Oliver Olson, y se empleó en el transporte de madera. El 3 de noviembre de 1953, encalló a la entrada del puerto de Bandon en Oregón, quedando atascado en el embarcadero sur del río Coquille.
Los 29 miembros de la tripulación fueron rescatados, pero el barco fue declarado pérdida total y ofrecido a la venta a la industria de la chatarra. Sin embargo, el naufragio solo se salvó parcialmente, y lo que quedó del casco finalmente se rellenó con rocas para formar una extensión del embarcadero. El pecio del barco todavía se puede ver hoy en día durante la marea baja.